# コングルGood
『コングルGood』（コングルグー）は、きむらひろきによる日本の漫画作品。および同作中に登場する架空のコンビニエンスストア。

## 概要
『コミックボンボン』（講談社）誌上において、1995年に読切作品として掲載された後、1996年より連載された。
舞台は、海に面したとあるコンビニエンスストア「コングルGood」。話の大筋は料理・グルメ漫画で、主人公カカオが、普通のコンビニに市販されている物で手軽に作れる「コンビニグルメ＝コングル」を作って周囲を喜ばせる。コングルを食べたものは、皆一様に「コングルGood!」と叫ぶことでその美味しさを表現する。
毎回、読者からアイデア料理を募り、話中で紹介する方式を取っていた。コングルの誕生については、単行本1巻に収録されている「コングルGoodはじめて物語」で紹介されている。
キャラクターのイメージや終盤の展開などに、以前『コミックボンボン』で連載されていた『OH!MYコンブ』のオマージュと思われる点が多い（例として、「キレると凶暴になるヒロイン」「トラブルメーカーな主人公の肉親」「終盤は料理修行の旅へ招かれる」など）。

## 登場人物
カカオ
コングルGood店長一家の一人息子。週末には店長を務め、普通のコンビニを“子供たちの店”に様変わりさせる。コングルの創始者であり、商品を見て瞬時にコングルを思いつくほど発想に優れている。私立パプリカ小学校6年生。運動能力も秀でているようで、スケボーが得意（コンビニへの出勤にも使用する）だが、勉強は大の苦手で字も下手（そのせいで、-5点と言う点数を付けられた）。ヘビを素手で掴む、3mはある海へ平気で潜る、岩場から「二回転ひねり」ジャンプを決めるなど、一見怖い物知らずだが、実はお化けが超苦手。小さい頃からあんずの事が大好きだった。コングルへのこだわりは勿論、料理そのものへの興味も次第に強めていく。
13年後の世界では、あんずと結婚しており、男児と女児の双子を儲けている。
読み切り版においては、最初は料理下手だったが、コングルを作るようになってからは上達したことになっている。
ポテトト
電子レンジ機能を兼ね備えた料理用ロボット。幼い頃からカカオと共に育ってきた。発明者はカカオの父。語尾に「ポ」がつく。
読み切り版では、カカオが料理を作りたい気持ちが120％に達した時、スーパーキッチンロボットに変形する機能を持つ。
トレ夫
流行に敏感なお坊ちゃま（名前の由来はトレンディから来ている）。店の常連で、カカオの友人。話の進行役が多い。毎回髪形が変わる（髪型のアイディアは読者から募っていた）。
13年後の世界では、お笑い芸人として活動。
あんず
幼稚園時代からのカカオの幼馴染みにして、コングルGoodのアルバイト店員。カカオに好意を寄せているが、それを表には出せずにいる。家は空手道場で、自らも黒帯。師匠である祖父より強い。胸が小さいことに劣等感を抱いており、「ペチャパイ」と言われると般若の形相になったり、泣きながら暴力を振るう。
13年後の世界では、カカオと結婚しており、男児と女児の双子を儲けている。
万方太郎（まんぼう たろう）
激うまんぼう株式会社の社長。頭がマンボウなのが特徴。コングルGoodの存在を疎み、店を乗っ取ろうと何かにつけて絡んでくる、所謂本作の悪役。息子にロボット製作のエキスパートである万方小太郎がいる。本心では料理の天才であるカカオを欲しており、物語終盤で超一流の料理人というもう一つの顔と共に、その本心を表に出し、ラスボスとしてカカオに勝負を挑んだ。
多古田
万方の秘書。モチーフはタコ。
黒胡麻
具留米の里（ぐるめのさと）具留米流料理忍七代目頭首。忍術を用いて料理を行う。コングルの噂を聞いて、発案者のカカオに料理勝負を挑む。挨拶代わりでは、カカオを上回るコングルを作るが、正式勝負においては、コングルを早く作りすぎたために、自身のコングルが冷めてしまったことで敗北する。初登場時は傲慢な性格で、お米から「カカオに勝てば、店を渡す」という条件も面白がって飲み、敗北した際には、カカオに罵声を浴びせると、嫌なキャラとして描写された。再登場時には、それらの面は改善され、カカオをライバルと認め、誇り高い人物となり、スランプに陥ったカカオに助言をしたりもした。性格が暗いためか、読者人気が意外と少なく、カカオ（及び欄外で作者）にも、その点を指摘された。
13年後の世界では、和食料理店の店長になっている。尚、連載終了後、女性人気が多かったことも明かされた。
白胡麻
黒胡麻の妹。料理忍としての経験が浅く、忍術も思うようにいかないが、負けん気は強い。美的感覚がおかしく、カカオと巨大蛙を入れ替えてもばれないと思っていた。兄のことを料理人としてとても尊敬している。
ババア（お米）
主として物語の邪魔になる役回りの多い、カカオの祖母。大抵のギャグパートを担う。無類のアイドル好き。料理の腕はそこそこと思われる。
立ち読みさん（橋本照男）
コングルGoodの地下に住み着いている常連客。気がつくと登場している。カカオがピンチを切り抜けるアイデアのきっかけになったこともある。脇役だが、重要な役割を担っている。
カカオの子供たち
13年後の世界で登場。カカオとあんずの間に産まれた双子であり、来年は小学生と言及されていたことから幼稚園児。息子のほうはカカオ譲りの顔とあんず譲りの黒髪、娘のほうはあんず譲りの顔とカカオ譲りの茶髪。

## 書籍情報

### ボンボンKC
現在絶版。未収録話あり。
- 1巻 1996年11月発行 ISBN　978-4-06-321789-6
- 2巻 1997年5月発行 ISBN　978-4-06-321806-0
- 3巻 1998年1月発行 ISBN　978-4-06-321828-2

### 復刊ドットコム
ボンボンKC未収録話も収録。最終話の後日談を描いた書き下ろし新作「13年後のコングルGood」収録。
- 上巻 2010年11月発行 ISBN　978-4-8354-4560-1
- 下巻 2011年2月発行 ISBN　978-4-8354-4574-8